# Radio latino

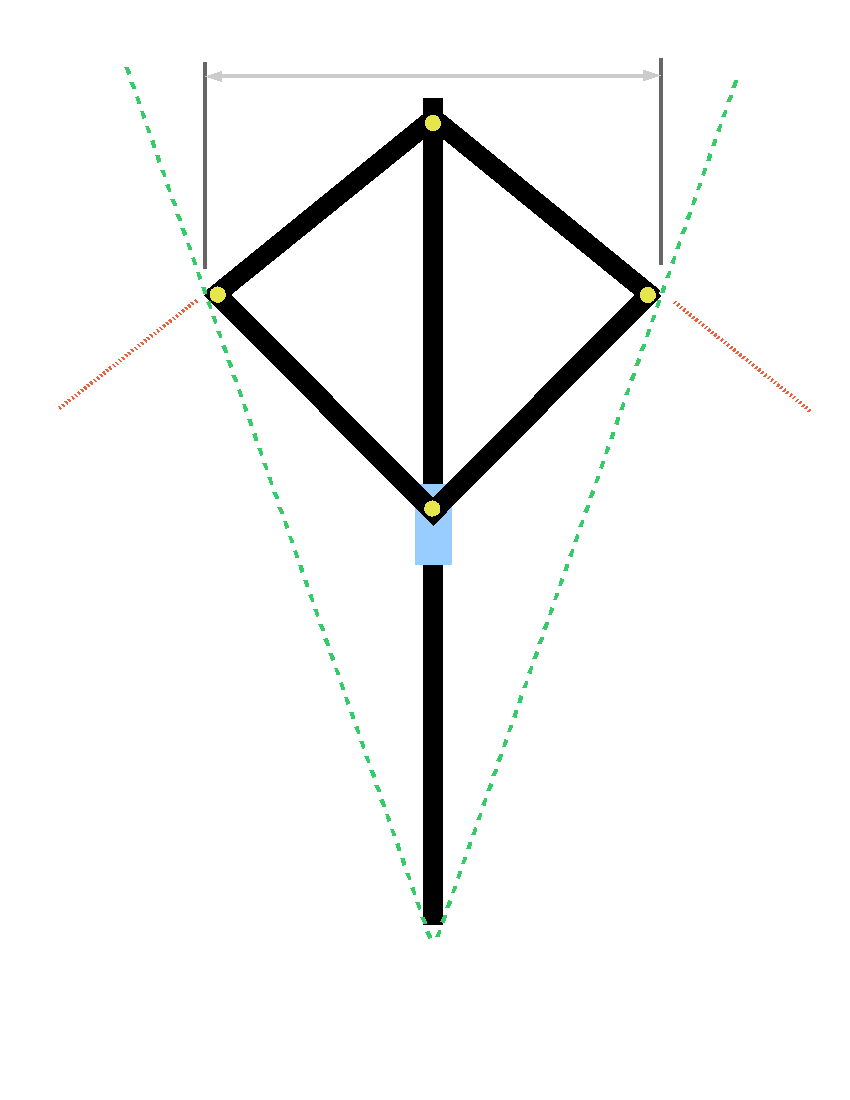
El radio latino. Representación del radio latino en el que las líneas rojas representan los ángulos de la vista más externa, mientras que las rectas verdes suponen la medida desde el final del bastidor.

El radio latino es un instrumento empleado en la localización en el mundo militar. Su uso fue muy difundido en el siglo XVI. Su nombre se debe al inventor Latino Orsini. Se fundamenta en el cuadrado geométrico. Permite la medida de ángulos, lo que lo convierte en un instrumento útil en agrimensura.

## Funcionamiento
El instrumento tiene un marco de cuatro ejes sujetos por cuatro varas que se deslizan a lo largo de un bastidor formando en todo momento un deltoide simétrico respecto al bastidor central (más largo). El bastidor central está reglado, de tal forma que el deslizamiento permite una lectura racional en función de los ángulos.   